# Dioko Kaluyituka
Alain Dioko Kaluyituka (Djokupunda, 2 gennaio 1987) è un ex calciatore della Repubblica Democratica del Congo, di ruolo centrocampista o attaccante.

## Carriera

### Club
Al Mazembe dal 2007, vince con la squadra di Lubumbashi due volte consecutivamente la Champions League africana, di cui è stato secondo miglior marcatore nel 2010, dietro a Michael Eneramo. Partecipa col suo club a due edizioni consecutive della Coppa del mondo per club FIFA (2009, 2010). Nell'edizione 2010 del torneo, il 14 dicembre ad Abu Dhabi, segna la storica seconda rete nella semifinale vinta per 2-0 contro i brasiliani dell'Internacional. Al termine della manifestazione, viene premiato come secondo miglior giocatore dietro al camerunese Samuel Eto'o e davanti all'argentino Andrés D'Alessandro.

### Nazionale
Dal 2004 gioca nella Nazionale congolese.

## Palmarès

### Competizioni nazionali
- Campionato di calcio della Repubblica Democratica del Congo: 1

Mazembe: 2009

### Competizioni internazionali
- CAF Champions League: 2

Mazembe: 2009, 2010